# Georgi Fljorov

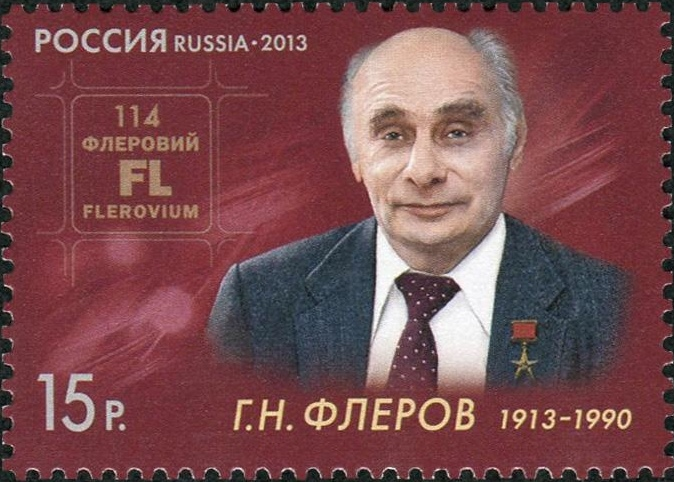
Georgi Fljorov

Georgi Nikolajevitsj Fljorov (Russisch: Гео́ргий Никола́евич Флёров) (Rostov aan de Don, 2 maart 1913 – Moskou, 19 november 1990) was een Sovjet-Russisch kernfysicus. 
Fljorov en collega's synthetiseerden als eersten de elementen 102 (nobelium, 1957/68), 105 (dubnium, 1967, genoemd naar het door Fljorov geleide onderzoekscentrum Gezamenlijk Instituut voor Kernonderzoek in Doebna) en 106 seaborgium, met Joeri Oganessian (1974).
In 2012 werd het element flerovium naar hem genoemd.